# Bolesław Goroński
Bolesław Goroński (ur. 30 grudnia 1914 w Poznaniu, zm. 28 sierpnia 1996) – polski działacz partyjny i państwowy, dyplomata, podsekretarz stanu w Ministerstwie Handlu Zagranicznego (1952–1956).

## Życiorys
Syn Wincentego. Zdobył wykształcenie średnie techniczne, następnie ukończył Szkołę Partyjną przy KC PZPR. Od 1945 należał do Polskiej Partii Robotniczej, przekształconej w Polską Zjednoczoną Partię Robotniczej, pomiędzy 1945 a 1948 instruktor i sekretarz komitetów PPR i PZPR w Bytomiu i Gdańsku. W 1950 został sekretarzem ekonomicznym Komitetu Wojewódzkiego PZPR w Gdańsku, a od 1951 do 1952 pozostawał zastępcą kierownika Wydziału Handlu Komitetu Centralnego PZPR. Od grudnia 1952 do grudnia 1956 pozostawał podsekretarzem stanu w Ministerstwie Handlu Zagranicznego. W latach 1957–1964 był dyrektorem naczelnym Centrali Handlu Zagranicznego „Animex”, po czym do 1971 pełnił funkcję radcy handlowego w ambasadzie PRL w Moskwie. Od 1971 do 1978 pozostawał dyrektorem naczelnym Przedsiębiorstwa Handlu Zagranicznego „Agros”.